# Upptäcka – uppleva
Upptäcka – uppleva var en vandringsutställning som genomfördes av statliga myndigheten Riksutställningar 1966 till 1970, i samarbete med föreningen Konst i skolan. Det var Riksutställningars första egenproducerade projekt, som nybildad myndighet, och var ett inlägg i debatten om skolans estetiska bildning. Utställningen blev något av en föregångare för hur barn och unga ska känna sig delaktiga i utställningsverksamhet, bland annat genom aktivitetsrum för kreativt skapande. Utställningen visades flera nordiska länder.

## Bakgrund
Upptäcka – uppleva fick stor uppmärksamhet för sin utformning och sitt innehåll. Tillsammans med Riksutställningars Det underbara skåpet visades utställningen upp på Liljevalchs konsthall som ett exempel på nytänkande inom utställningsproduktion.
Upptäcka – uppleva var också konstpedagogens Marita Lindgren-Fridells första stora experimentutställning. Hon hade tidigare grundat Föreningen Konst i skolan, influerad av tankegångarna hos den brittiske konstpsykologen Herbert Read som ville se en ökad bildning i konst hos barn.
Marita Lindgren-Fridell kom i sin tur att påverka Riksutställningar med sina teser i så hög grad att hon 1966 fick möjlighet att pröva dem genom den utställning som kom att heta Upptäcka – uppleva.

## Tema
Utställningstiteln speglade både metod och syfte. Med hjälp av stora, välvda, aluminiumskärmar skapades rum med teman som var kopplade till fyra olika studie- och upplevelseområden i den svenska skolans läroplan. De olika områdena handlade om elevernas estetiska fostran i ”Att upptäcka: att se, känna, höra, röra sig, o.s.v.”, ”Att uppleva: att uttrycka sina intryck och sina känslor”, ”Att lära känna konst i tid och rum” och ”Att lära känna och kritiskt värdera vår miljö och brukstingen”.
I Marita Lindgrens-Fridells tolkning fick varje tema ett namn som skulle fånga uppmärksamheten och bidra till egna reflektioner hos besökaren, bland annat ”Lyssna med ögon och händer”, Varseblivning, verklighet och villa, ”Hand och skapande handling”.
Innehållet bestod av en blandning av bilder, konstverk, bruksföremål och redskap, men även kalejdoskop, tittskåp och filmer – bland annat premiär för ”Den sällsamma mandarinen”, byggd på Bela Bartoks balettpantomim i tolkning av konstnären Staffan Tilander. Manus av Gunnar Ruud i samarbete med Staffan Tilander.
Ett besök på Upptäcka – uppleva kunde tänkas fungera som en fortbildning för lärare i estetiska ämnen och meningen var också att den skulle ge tips om undervisning över ämnesgränserna.
I programkatalogen beskrevs Upptäcka – uppleva bland annat så här:
”Ändamålet är att få besökaren att se, tänka och fundera inför utställningsmaterialet. Därför är utställningen med avsikt fragmentarisk. Man får själv göra upptäckter, pröva upplevelsetillgångar och satsa ett eget intresse. Impulserna i utställningsmaterialet har en öppen karaktär. Besökaren har tillfälle att själv komplettera utställningen, inte minst med bilder och saker, som kommer till i utställningens lekstuga.”

## Produktion
Förutom blandningen av utställda föremål ingick en ”mörk bildkammare” i utställningen, med projektorer som visade diabilder på konstverk och barnteckningar. Besökarna fick på Upptäcka – Uppleva ta del av skulpturer som var avsedda för att ta och känna på. En viktig del av utställningen var ett nytt sätt att engagera barn i museiverksamhet – ett aktivitetsrum för barn där skapande verksamhet ägde rum i en slags mekanisk verksamhet. Aktivitetsrummet utformades efter varje enskild mottagare av utställningen, som åtog sig att förbereda olika programpunkter för elever och lärare. Bland annat arrangerades målarverkstäder, konserter, debatter, teater och olika former av ”happenings”.
Idén att låta barn och ungdomar ta del av en utställning genom aktiviteter kom att bilda något av en skola. Flera museer och kulturhus i Sverige visade intresse för att inrätta liknande specialrum där de yngre besökarna kunde få ägna sig åt skapande verksamhet. Tankegångarna och lärdomarna från Upptäcka – uppleva spred sig också till andra länder i Norden.
Några av de populära aktivitetsrum som anordnades under turnén var Nordiska museets ”Bryggan”, Moderna museets ”Verkstan” och ”Hyllan” på Stockholms stadsmuseum. Erfarenheterna från barn- och ungdomsverksamheten sammanställdes och spreds sedan av Riksutställningar i rapporten Öppna, utgiven 1969.
Upptäcka – uppleva omfattade omkring 42 kvadratmeter ”gods”, utställningsmateriel: innehåll och montrar. Utställningen var uppbyggd av trettio konkava aluminiumskärmar 2,5 gånger två meter stora. Den monterade Upptäcka – uppleva krävde en golvyta på mellan 140 och 200 kvadratmeter. Ett av kraven var att lokalen skulle kunna mörkläggas och ha gott om eluttag. Det skulle också i anslutning till utställningslokalen finnas en yta på cirka 100 kvadratmeter som skulle användas till aktivitetsrum med tillgång till rinnande vatten. Filmrummet skulle kunna rymma 30 personer. Utställningen anlände till utställningslokalen ungefär en halv vecka innan vernissagen, uppmonteringen och justeringen beräknades nämligen ta tre till fyra dagar att genomföra. Nedmonteringen krävde däremot bara en dag och i samband med det skulle utställningens mattor piskas.
Affischen designades av Kerstin Bring.

## Turné
Premiären för Upptäcka – uppleva skedde på museet i Gävle 28 oktober 1966. Utställningen visades på 20-talet orter fram till våren 1969, främst på museer.
Utställningen exporterades till Finland Island och Norge, där den på Konstmuseet i Oslo visades för 2 756 barn och cirka 450 vuxna personer.

### 1966
- Museet Gävle 28/10–6/11

### 1967
- Ljusdal, Bollnäs, Hudiksvall, Hofors. 4/12–5/1
- Museet Malmö 19/2–19/3
- Konsthallen Karlskrona 2/4–30/4
- Museet Kristianstad 10/5–11/6
- Järnåkraskolan Lund 11/6–15/8
- Museet Varberg 17/9–15/10
- Museet Jönköping 21/10–10/11
- Konstmuseet Göteborg 17/11–17/12

### 1968
- Museet Halmstad 8/1–28/1
- Konstmuseet Nyköping 4/2–25/2
- Fornsalen Visby 3/3–24/3
- Museet Eskilstuna 7/4–28/4
- Liljevalchs konsthall Stockholm 6/6–11/6
- Museet Falun 12/9–6/10
- Museet Östersund 13/10–3/11
- Expolaris Skellefteå 10/11–8/12

### 1969
- Museet Luleå 12/1–14/2
- Konsthallen Södertälje 1/3–1/4
- Jyväskylä 29/6–13/7, 1/9–7/9
- Helsingfors 16/9–26/9
- Stockholm Sverigehuset 11/10–26/10

### 1970
- Reykjavik Nordens hus 8/3–22/3
- Oslo Konstindustrimuseet 12/5–5/6

## Reaktioner
Gotlands Tidningar under rubriken ”Chockerande happeningutställning visas i Visby”: ”Allt är sannerligen lite chockerande. De som väntar sig snyggt upphängda respektive uppställda 'konstverk' blir besvikna. Allt får man kladda på. Skruvar skruvar, bilder bildas och hjul hjular. Man får se allt från masker från Tibet och Chagall i arbete, till plastprylar, vägmärken och en drivhjulssats från SJ.”
Länstidningen: ”Sällan eller aldrig har folk varit så aktiva på länsmuseet i Östersund som på torsdagskvällen. Anledning: Man målade och kladdade till äkta jämtlandsjazz. Evenemanget ägde rum i samband med riksutställningarna 'Om människor' och 'Upptäcka-Uppleva' som f.n. visas på museet./…/Och i aktivitetsrummet – eller målarstugan – släppte man loss, ja, blev ibland riktigt aggressiv till jazztonerna. Folk i alla åldrar klistrade, klippte, målade, lekte med mobiler – eller helt enkelt spisade”.
Eskilstuna-Kuriren: ”En utställning annorlunda – där barn direkt uppmanas att vidröra föremålen är 'Upptäcka-Uppleva' tillkommen på initiativ av Marita Lindgren-Fridell som komplement till grundskolans undervisning i etisk [estetisk, korrigering] fostran.”
Västerbottens Folkblad: ”Utställningen ”Uppleva – upptäcka” och dess målarstuga har blivit en stor succé i Skellefteå. – I medeltal 200 elever besöker dagligen utställningen för att sen gå till målarstugan och måla av sig, säger intendent Willi Brunk, Skellefteå.”

## Ekonomi
De lokala mottagarna fick själva betala de kostnader som transporten av utställningen medförde. För Umeå museum skulle det röra sig om 1 500 kronor för lossning, uppmontering, nedmontering och lastning, vilket museet självt fick ordna lämplig personal för. Om museet dessutom ville anordna ett aktivitetsrum i anslutning till utställningen skulle ytterligare kostnader för teckningslärararvode på cirka 3 000 kronor tillkomma, informerade Riksutställningar – kostnader som tidigare betalats av skolmyndigheten på den aktuella orten eller av länet. Eftersom utställningen innehöll ”en del teknisk apparatur” var det också nödvändigt med en heltidsanställd vakt.
Umeå museum tackade då nej till att arrangera utställningen.